# Geestemünder Friedhof

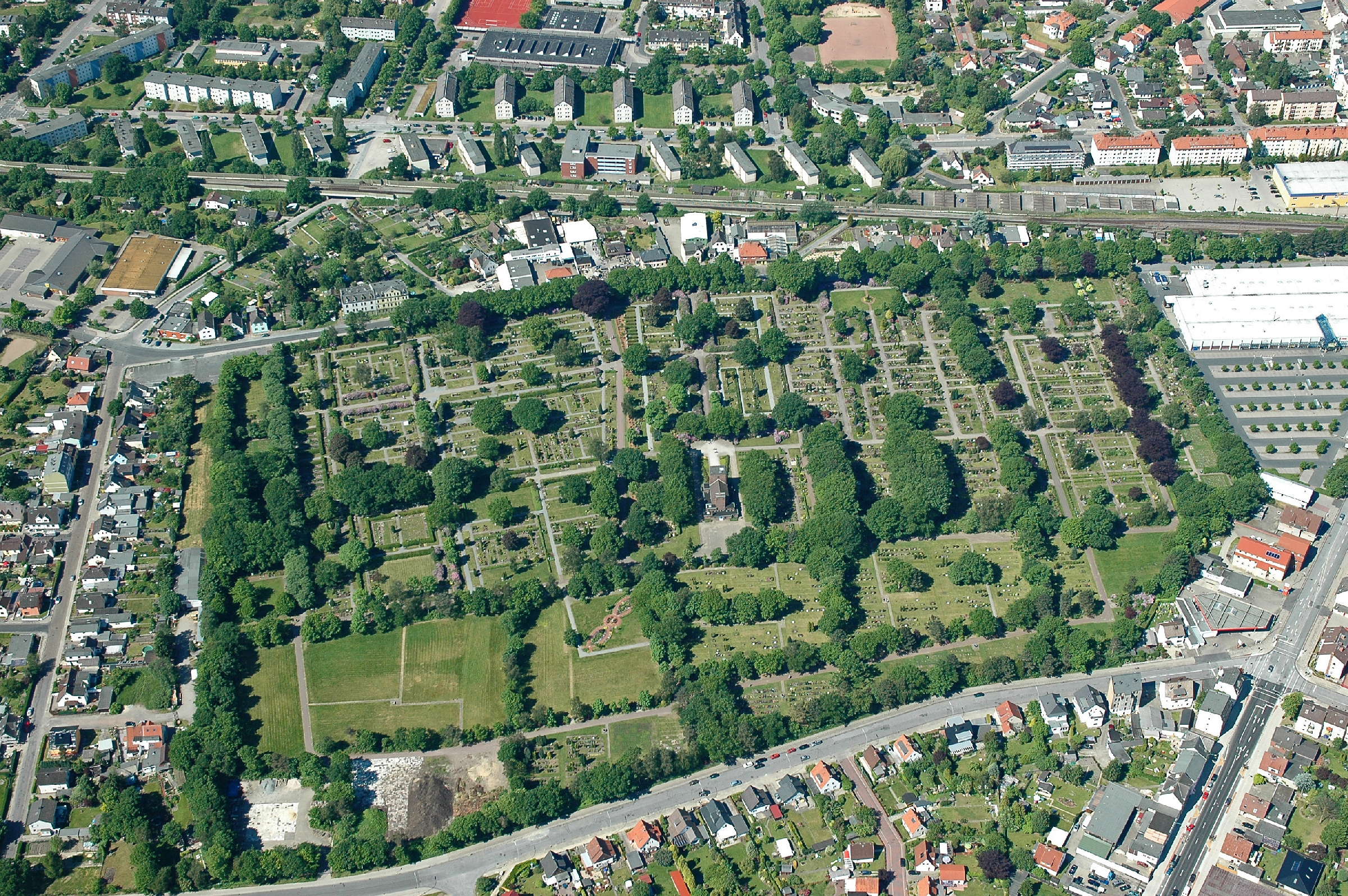
Geestemünder Friedhof

Der Geestemünder Friedhof ist ein 1859 angelegter Friedhof in Bremerhaven. In der Provinz Hannover war er der einzige Friedhof Geestemündes. Erst Weihnachten 1931 erhielt er eine Kapelle.

## Geschichte

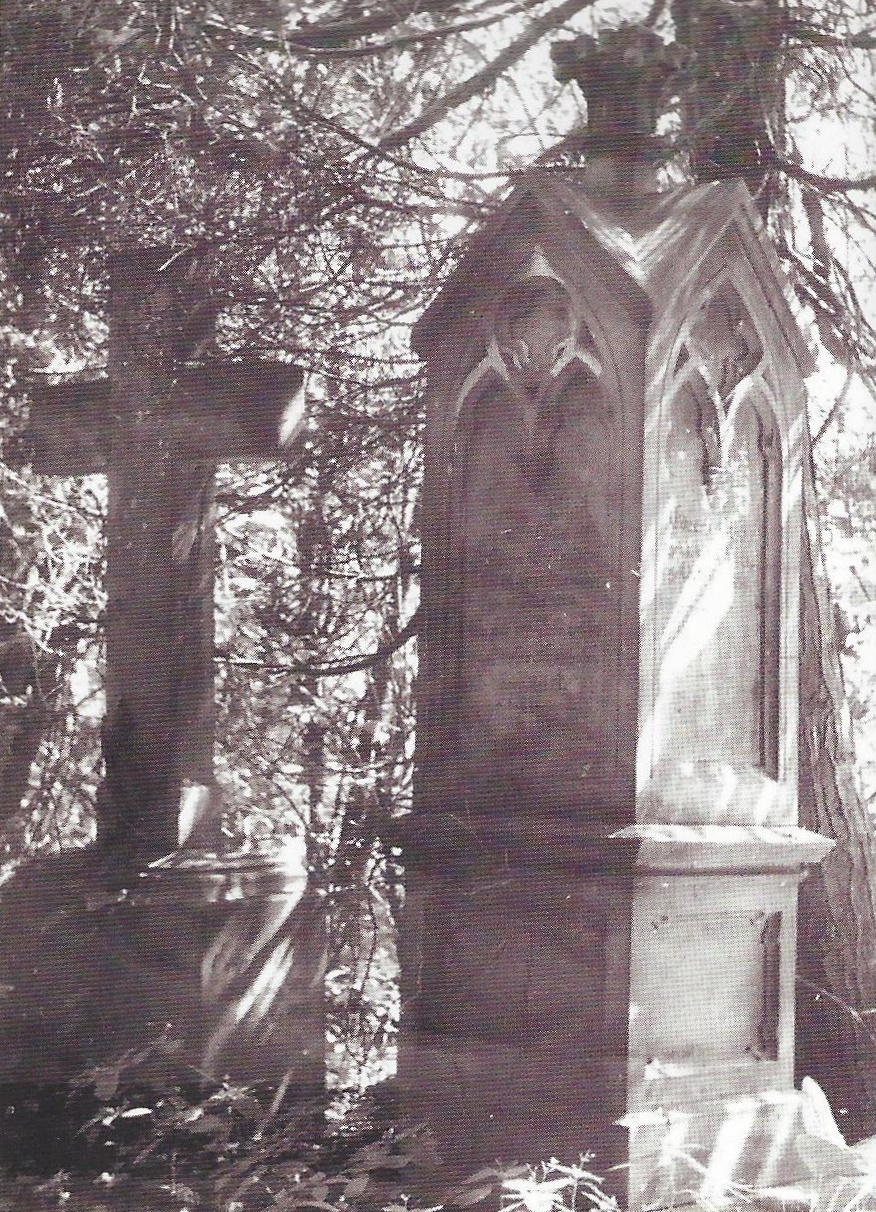
Pastor Plaß, erstes Grab des neuen Friedhofs

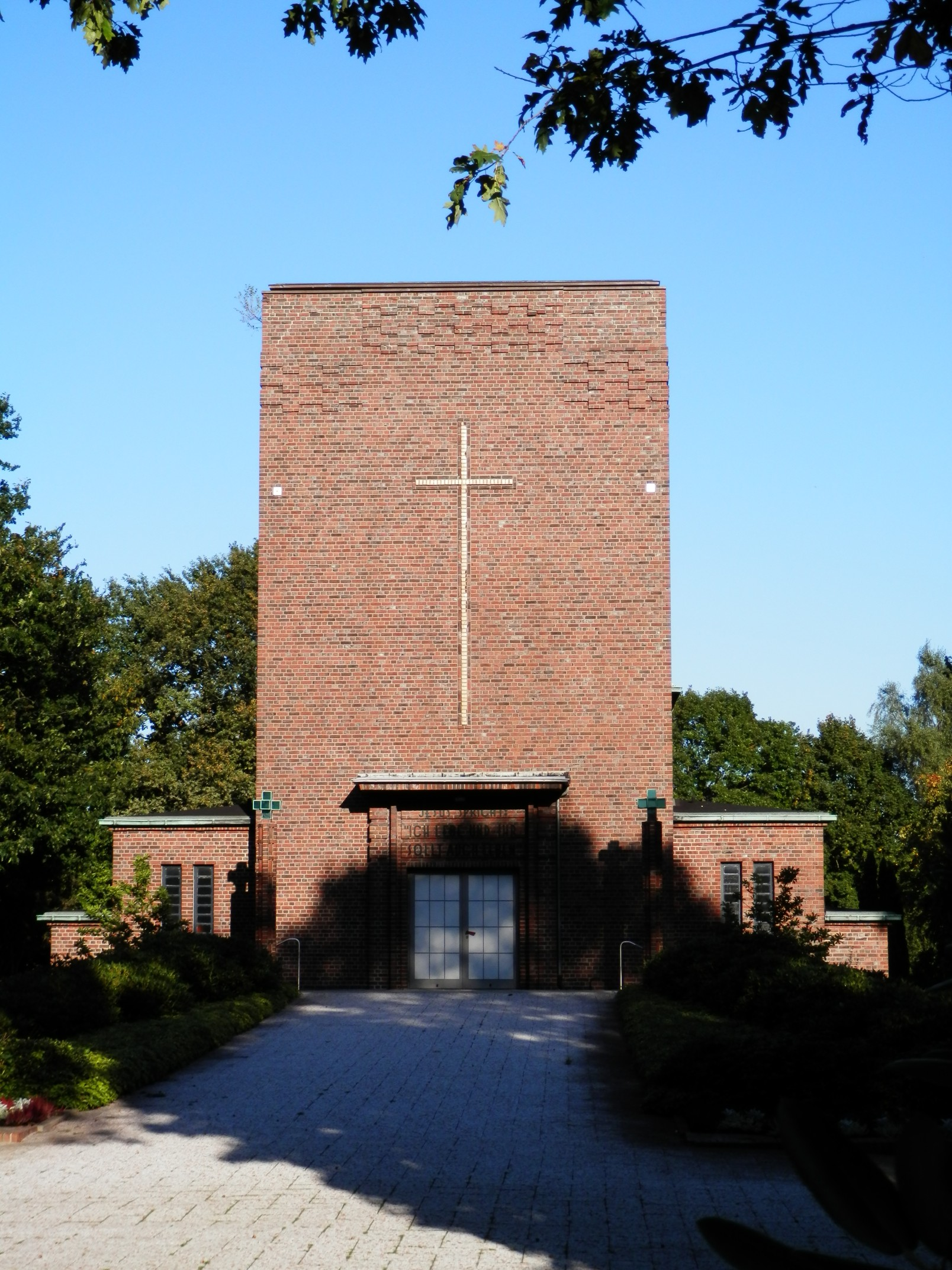
Friedhofskapelle Geestemünde

Für 350 Einwohner war der Friedhof der Geestendorfer Marienkirche über Jahrhunderte groß genug. Das änderte sich nach 1845 mit dem rasch wachsenden Geestemünde. Durch die Geestemünder Häfen vervierfachte sich die Einwohnerzahl innerhalb weniger Jahre auf 1.500. Im Januar 1846 hatte die Landdrostei Stade die Erweiterung des Friedhofs an der Marienkirche  aus Kostengründen abgelehnt. Zwölf Jahre später, am 2. Februar 1858, ersuchte der Kirchenvorstand das Königliche Consistorium zu Stade, die Anlegung eines neuen Friedhofs zu genehmigen. Der positive Bescheid ließ nicht lange auf sich warten, zumal die Kirchengemeinde die Kosten selbst tragen wollte. Für 9.000 Goldtaler kaufte sie 10 Stücke Ackerland im Osten Geestemündes. Die Feldstücke waren „1.180 Fuß lang, oben 323 und unten 315 Fuß breit“.
Am Tag vor der offiziellen Einweihung des Geestendorfer Friedhofs, am 14. Mai 1859, verstarb der Pastor Georg Plaß (* 18. Oktober 1796), der sich jahrelang für einen neuen Friedhof eingesetzt hatte. Die Gemeinde trug ihn am 18. Mai zu Grabe.
Die Marienkirche blieb der Angelpunkt des „Dodenwegs“ (Totenweg): Trauerzüge aus dem Geestemünder Paschviertel (zwischen Bismarckstraße und Grashoffstraße) durften nicht direkt zum neuen Friedhof ziehen. Sie mussten den langen Weg über die Georgstraße und die Straße An der Mühle nehmen – um die Marienkirche herum. Erst eine Anordnung des Landrats setzte diesem Brauch 1890 ein Ende. Früher wohl nur ein befestigter Weg, führt Süderwürden noch heute von der Schillerstraße (Bremerhaven) direkt zum Friedhof. Durch den Individualverkehr und die niedrige Unterführung unter der neuen Bahn (1914) verlor sie ihre Bedeutung.
Die Anlage des Friedhofs in der offenen Feldmark erwies sich trotz der weiten Entfernung als klug; denn so waren Erweiterungen in nördlicher (1892) und südlicher Richtung (1905, 1908) möglich. Es waren nur Erbbegräbnisse und Reihebegräbnisse vorgesehen. Auswärtige – aus Bremerhaven und Lehe – konnten nur ausnahmsweise in Geestemünde beerdigt werden.

## Kapelle
Siehe Hauptartikel Friedhofskapelle Geestemünde
Aufbahrungen waren schwierig, weil es kein Leichenhaus und keine Friedhofskapelle gab. Das benachbarte Krankenhaus von 1869 war dafür viel zu klein. Das neue Geestemünder Krankenhaus in der Hartwigstraße 8 (1904) erhielt in der hinteren Gartenanlage eine Leichenhalle, die auch von der Geestemünder Gemeinde genutzt wurde. Daneben war trotz der Wohnungsnot und der kleinen Wohnungen in den Mietshäusern die häusliche Aufbahrung noch bis 1930 üblich. Gemeinde und Bürger drängten aber darauf, eine seit Jahren geplante Kapelle mit Leichenhalle und „Bedürfnisangelegenheit“ auf dem Friedhof zu bauen. Im Juli 1923 trat Geestemündes Magistrat an den Kirchenvorstand mit dem Wunsch heran, den Friedhof zu kommunalisieren. Als Gegenleistung versprochen wurde eine eigene Leichenhalle und damit die Senkung der außerordentlich hohen Transportkosten von der Leichenhalle beim Krankenhaus zum Friedhof. Die Gemeinde verschloss sich nicht einer einheitlichen Verwaltung des Friedhofswesens, wollte sich aber nicht nach den in Bremerhaven oder Lehe geltenden Gebühren richten, weil die „Verhältnisse ganz unterschiedlich“ seien. Verhandlungen hielt man für fruchtlos, zumal man nicht abschätzen könne, wie die städtischen Körperschaften in ferner Zukunft zusammengesetzt sein würden. 1924 vereinigten Geestemünde und Lehe sich zur Stadt Wesermünde. Im April 1927 wandte sich die Gemeinde an den Magistrat; denn nach der neuen Bauordnung war beim Bau einer Kapelle mit enormen Straßenbaukosten zu rechnen. Der Oberbürgermeister Walter Delius schaltete sich ein. Nachdem man sich Ende April 1930 in zwei Verträgen geeinigt hatte, beauftragte der Kirchenvorstand den Architekten Wilhelm Allers mit dem Entwurf einer Friedhofskapelle. Eingeweiht wurde sie am 22. Dezember 1931.
Die Kapelle bewies die Unabhängigkeit Kirchengemeinde und sicherte den evangelischen Gemeinden in Wesermünde und Bremerhaven den Fortbestand ihrer Friedhöfe. Das (von allen Gemeinden abgelehnte) Projekt eines Zentralfriedhofs hinter dem Bismarckturm (Bremerhaven) hatte sich erledigt. Allerdings fehlte nun das Geld für die Neugestaltung des Friedhofs. Wilhelm Wendebourg, der Superintendent der Geestemünder Gemeinde, bat H. Kühne in Kassel um ein Gutachten. Es fiel sehr schlecht aus. Wendebourg folgte Kühnes Vorschlägen – Zusammenarbeit mit der städtischen Friedhofsverwaltung, einheitliche Gebührenordnung auf den Wesermünder Friedhöfen, neue Friedhofsverwaltung. Dem Friedhofsplaner und Gartenarchitekten Franz Siebold gelang es innerhalb von zwei Jahren, den Friedhof umzugestalten und zu verschönern. Noch 1937 entstand das kleine, aber wichtige Verwaltungsgebäude gegenüber vom Haupteingang. Wesermünde und Bremerhaven fanden erst im November 1939 (nach dem Überfall auf Polen) zusammen.
Die Kapelle und ihr gärtnerisches Umfeld sind streng formal gestaltet. Die Baugliederung der Kapelle könnte eine Referenz an die Marienkirche sein. Erkennbar ist die Nähe zum Backsteinexpressionismus. Über den Flügeltüren des Eingangs steht die gemauerte Inschrift:
JESUS SPRICHT: ICH LEBE UND IHR SOLLT AUCH LEBEN
In die Mauerfläche des Turms ist das Heilige Kreuz aus vergoldeten Binderköpfen integriert. Die zwei Stelen am Eingang tragen kreuzförmige Lampenkörper aus blauem Glas. Im Untergeschoss sind zehn Kammern für die Aufbahrung der Toten. Auf der Empore befindet sich seit 2009 eine Orgel. Zum 75-jährigen Firmenjubiläum im Jahre 2005 sammelte das Bestattungsunternehmen Koop Spendengeld für eine Totenglocke. Im Mai 2009 läutete sie zum ersten Mal.

## Musterfriedhofsanlage

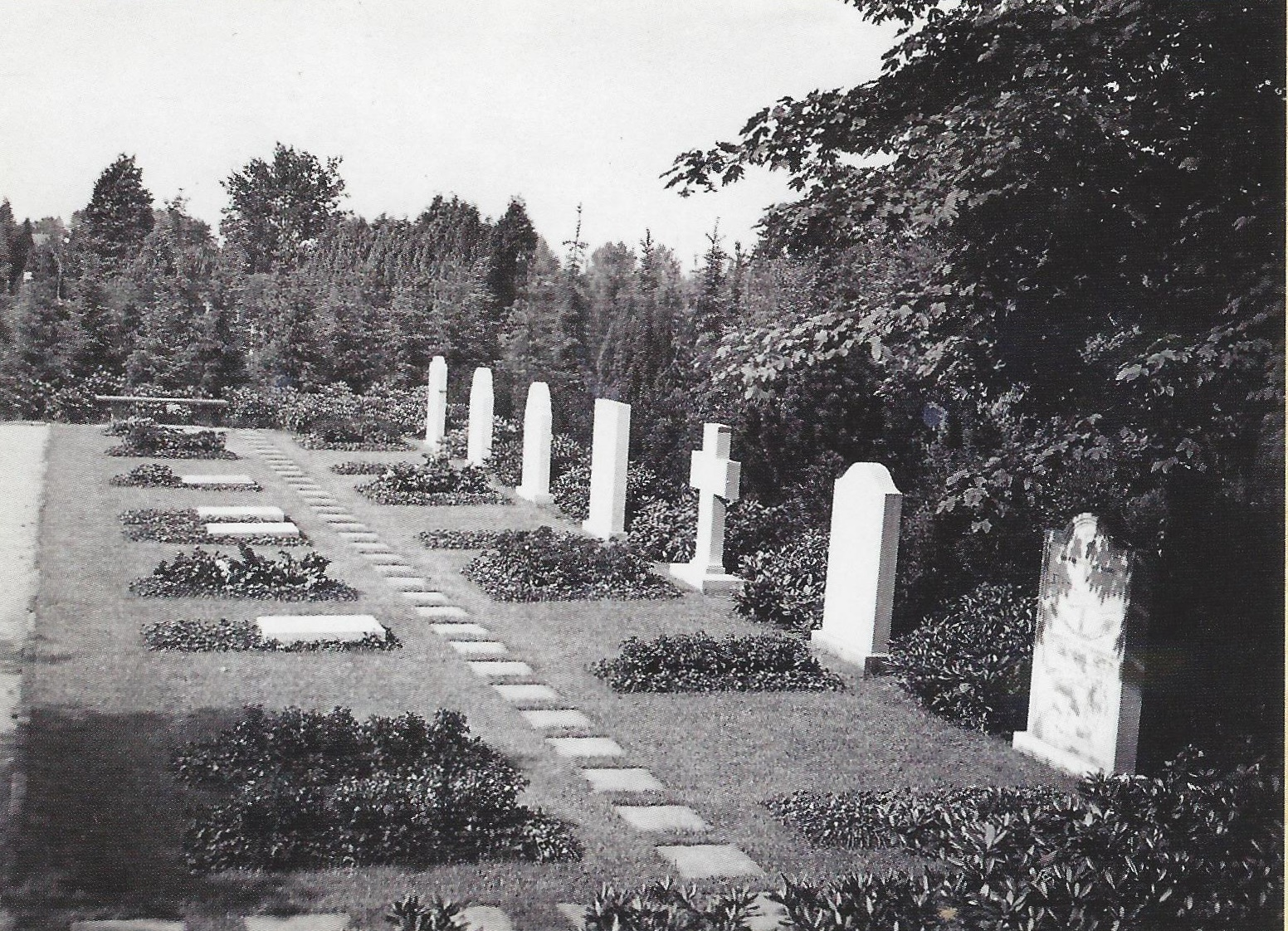
Musterfriedhofsanlage

Zur Hebung und Förderung der Friedhofs- und Grabmalkunst wurde 1938 die noch heute unter dem Namen bekannte „Musterfriedhofsanlage“ fertiggestellt. Das Friedhofsamt hatte sich mit dieser Anlage die Aufgabe gestellt, die ganz uneinheitliche Gestaltung der Grabmäler und Grabstätten grundlegend zu erneuern. In diesem Beerdigungsfeld lagen die einzelnen Grabstätten ohne Trennung durch Hecken oder sonstige Pflanzungen nebeneinander. Der Rasen war das verbindende Element und beherrschte mit den gleichförmigen Efeuhügeln die gesamte Anlage.

## Gedenkstätten

### Gefallene des Ersten Weltkriegs
1. Die Anlage aus den 1920er Jahren wird beherrscht von einer ausladenden Eiche, dem Symbol der Kaiserzeit. Sie überschattet 18 Grabplatten.
2. Im Vorraum der Kapelle erinnern zwei große Gedenktafeln an die im Ersten Weltkrieg gefallenen „Beamten und Arbeiter“ der Werft Joh. C. Tecklenborg.

### Gefallene und Bombenopfer des Zweiten Weltkriegs

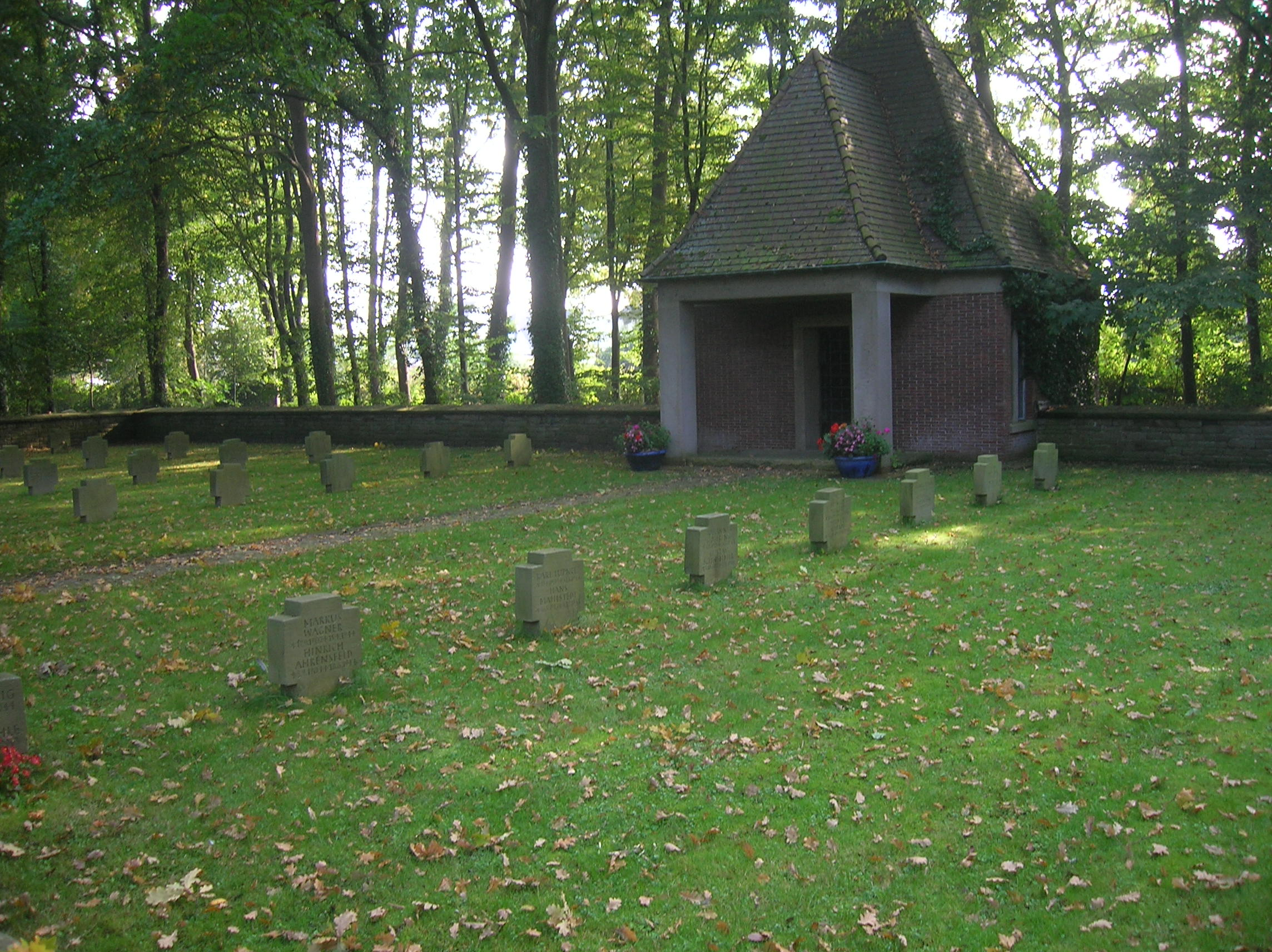
Ehrenhalle

Der Volksbund Deutsche Kriegsgräberfürsorge ersuchte die Stadt Bremerhaven am 19. Mai 1952 um die Erlaubnis zum Bau einer Ehrenhalle auf dem Ehrenteil des Friedhofs für gefallene Soldaten und Bombenopfer. Ende Juni 1955 wurde die Ehrenstätte eingeweiht. Sie umfasst 360 Tote, davon 252 Wehrmachtsangehörige, 99 bei den Luftangriffen auf Wesermünde umgekommene Zivilisten und 9 Ausländer. In der Ehrenhalle sind die Namen der Toten an der Wand hinter dem Christus-Korpus angebracht. Die Inschrift auf dem Stein am Eingang des Ehrenhaines lautet:
NIEMAND HAT GRÖSSERE LIEBE ALS DIE, DASS ER SEIN LEBEN LÄSST FÜR SEINE FREUNDE.

### Vertriebene
Pfarrer Wachendorf weihte das hölzerne Heimatkreuz am 7. April 1950. Es erinnerte an die Flucht und Vertreibung Deutscher aus Mittel- und Osteuropa 1945–1950. Errichtet hatten ihn Landsmannschaften von Schlesiern, Oberschlesiern, Pommern, Ostpreußen, Westpreußen, Danzigern und Sudetendeutschen. Die Mehrdeutigkeit der Inschrift war eindeutig:
HERR GELEITE UNS HEIM! DEN TOTEN DER OSTDEUTSCHEN HEIMAT.
Da der Holzsockel angefault war, wurde das Ehrenmal 1997 durch einen Granitstein ersetzt. Vertriebenenverbände, Bremerhavener Bürger und Kreditinstitute kommen für die Erhaltung auf.

### Schiffsunglücke

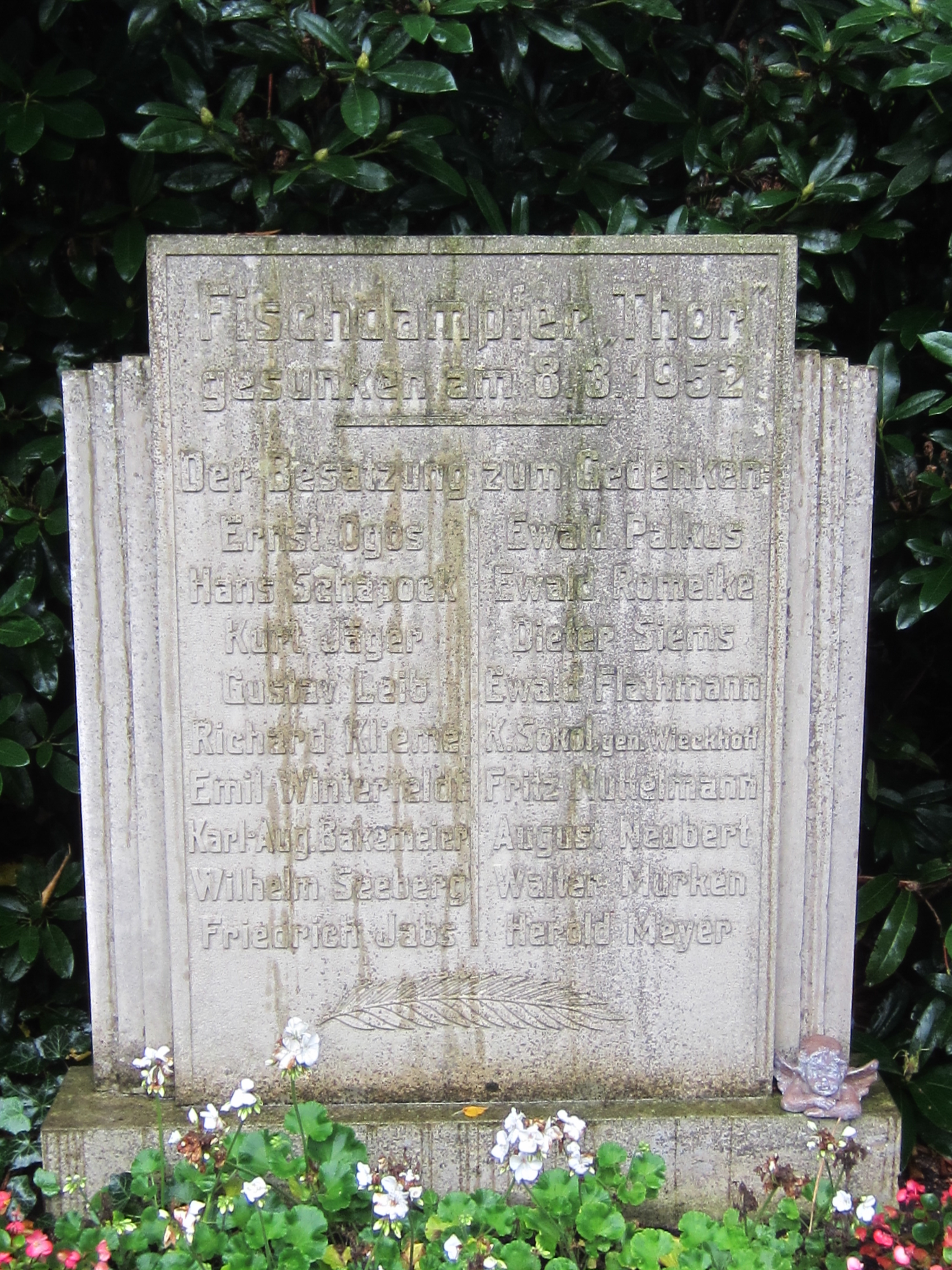
FD Thor
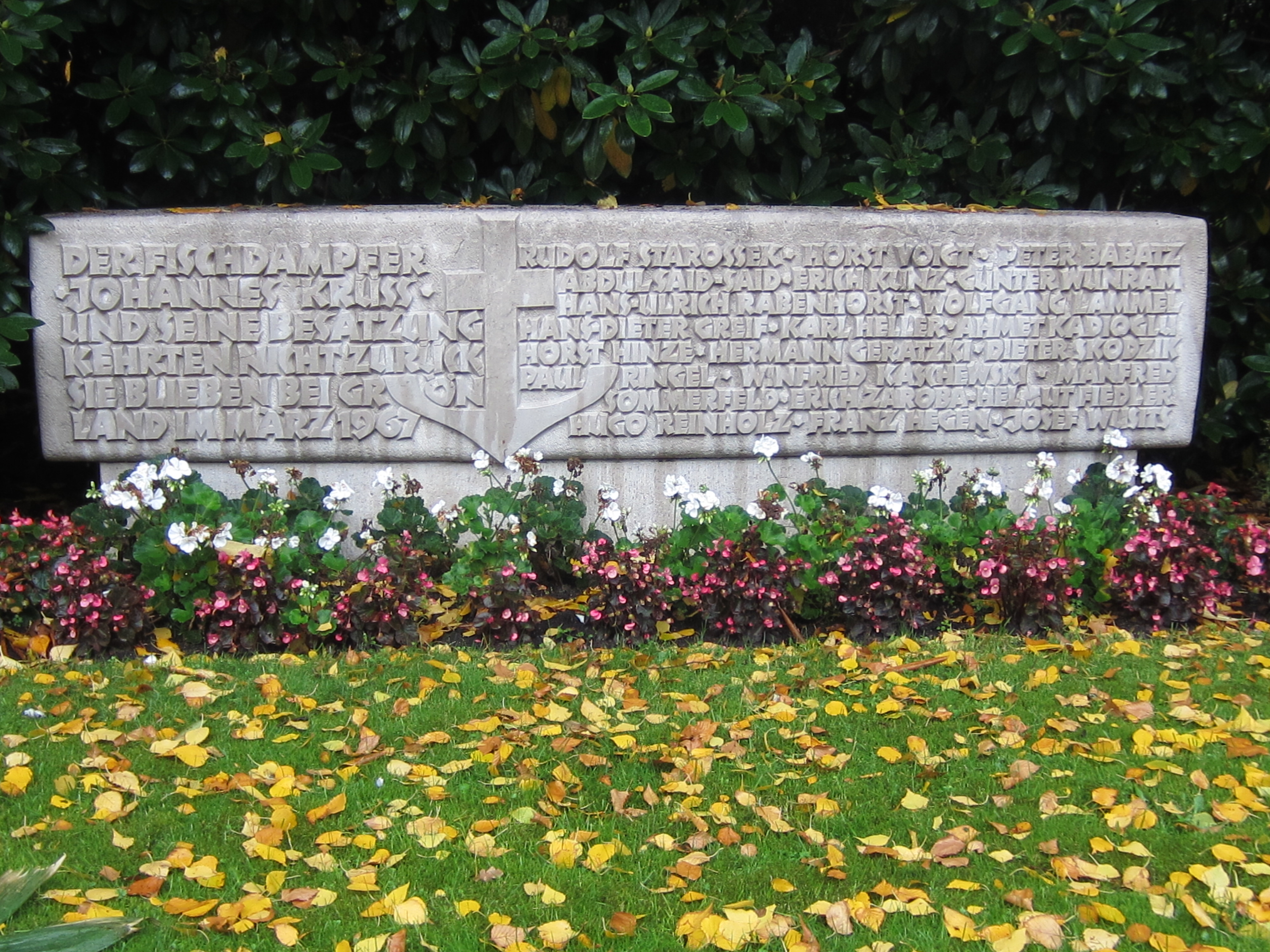
FD James Krüss

## Gräber
- Karl Bostelmann
- Walter Delius
- J. Heinrich Kramer
- Oscar Neynaber, siehe Neynaber Chemie
- Bodo Selge
- Max Sieghold, siehe Siegholdwerft
- Karl Terheyden

## Friedhofsverwalter
- 1892–1932: Ludwig Menge
- 1933–1936: Siegfried Menge
- 1937–1950: Franz Siebold
- 1951–1967: Kurt Grahlmann
- 1968–1983: Helmut Heinsohn
- 1984–1991: Otto Bolz
- 1991–2007: Jens Bek

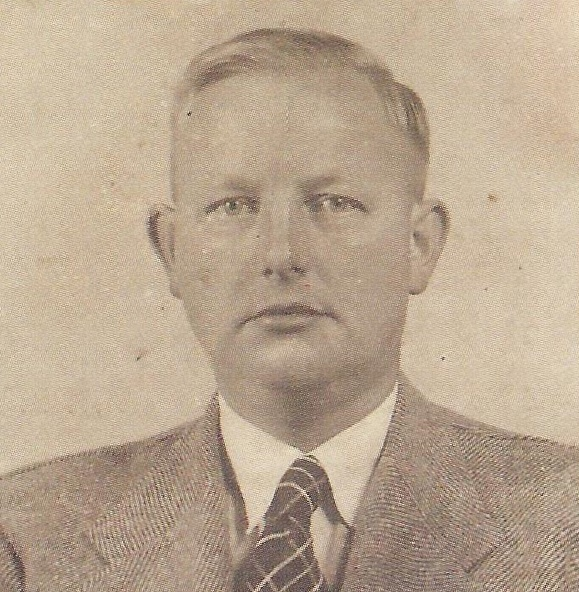
Franz Siebold (1940)

- 2007–2017: Jens Bek und Volker Lichtenberg
- seit 2017: Volker Lichtenberg